# Маля, Зеф
Зеф Маля (алб. Zef Mala; 14 апреля 1915, Шкодер, Княжество Албания — 31 декабря 1979, Тирана, Албания) — албанский публицист и коммунистический деятель, лидер коммунистов в Шкодере.

## Биография
Маля родился в шкодерском районе Скендербег, в католической семье Гёна и Шаки Маля. Семья взяла фамилию от своего предка по имени Маль Яку, происходившего из рода Пепай из селения Пульт.
В 1933 году Маля окончил Ксаверианский колледж в Шкодере. В 1934 году он перебрался в Тирану, где писал статьи для газеты Besa, а точнее для её рубрики «Жизнь великих писателей» (алб. Jetë shkrimtarësh të mëdhenj). Маля был удостоен стипендии от правительства Ахмета Зогу, позволившей ему отправиться учиться на философский факультет Венского университета.
Маля был сооснователем и лидером коммунистической ячейки в Шкодере. В феврале 1939 года специальный суд в Тиране вынес приговор 73 людям, в том числе Мале, обвинявшимся в коммунистической деятельности и пропаганде. Среди подсудимых были Тук Якова, Василь Шанто, Войо Куши, Бранко Кадиа, Эмин Дураку и Кемаль Стафа. Маля был заключён в тюрьму, но воспользовался ситуацией, связанной с итальянским вторжением в Албанию, сбежав накануне её (6 апреля 1939 года) вместе с Василем Шанто. Но вскоре те же итальянцы арестовали его за участие в антифашистской деятельности, и в 1940—1943 годах он находился в лагере для интернированных на острове Санто-Стефано в Италии. Летом 1943 года Маля был возвращён в Тирану для повторного рассмотрения его дела в суде. Приговорённый к 15 годам заключения, он сумел вновь сбежать из тюрьмы и некоторое время скрывался в домах своих дядей в Тиране.
Лидер албанских коммунистов Энвер Ходжа не испытывал к Мале симпатий и уже 4 апреля 1944 года тайно дал указание Нако Спиру тихо казнить его, как «неблагонадёжного». Мале всё же удалось избежать расправы над собой. Позднее Ходжа назвал его «сбивающим с толку антимарксистом».
В 1945 году Маля отправился в Италию, где лечил своё зрение. В 1946 году он вернулся на родину, где устроился на работу в Национальную библиотеку Албании.
Будучи противником любого вида диктатуры и сталинизма, а также обладая репутацией троцкиста и ортодоксального марксиста, Маля стал мишенью для нового албанского коммунистического режима. Он был арестован в 1945 году по обвинению в том, что он выступал против югославско-албанских отношений и запрета политического плюрализма. Вскоре после смерти Кочи Дзодзе Маля был освобождён, но был снова арестован и в конечном итоге отбыл три тюремных срока (в общей сложности 60 лет). Он умер в 1979 году в тюремной больнице Тираны.
Разочаровавшийся в коммунизме и угрызаемый тем фактом, что он сам внёс вклад в установление коммунистического режима в своей стране, Маля принёс публичные извинения за свою деятельность:
Мы, те, кто способствовал распространению этой чёрной холеры, породившей скорбь, слёзы, кровь и яд в сердцах этих многострадальных людей, должны преклонить колени и искренне просить у них прощения